# Godfrey Brown
Arthur Godfrey Kilner Brown (ur. 21 lutego 1915 w Bankura w Indiach, zm. 4 lutego 1995 w Coneyhurst w hrabstwie West Sussex) – brytyjski lekkoatleta sprinter, dwukrotny medalista olimpijski i mistrz Europy.
Startował z powodzeniem na dystansach od 110 jardów do pół mili. Na igrzyskach olimpijskich w 1936 w Berlinie zdobył srebrny medal w biegu na 400 metrów, przegrywając z Archie Williamsem ze Stanów Zjednoczonych. Wynik Browna – 46,7 s był nowym rekordem Europy, a od rekordu życiowego sprzed igrzysk był lepszy o sekundę. Brown biegł na ostatniej zmianie brytyjskiej sztafety 4 × 400 metrów, która na tych igrzyskach zdobyła złoty medal (poza Brownem biegli w niej  Freddie Wolff, Godfrey Rampling i Bill Roberts), osiągając czas 3:09,0, który był również nowym rekordem Europy. 
Na akademickich mistrzostwach świata w Paryżu w 1937 Brown zdobył mistrzostwo w biegu na 400 metrów, w sztafecie 4 × 100 metrów i w sztafecie 4 × 400 metrów.
Zdobył złoty medal na mistrzostwach Europy w 1938 w Paryżu w biegu na 400 metrów, srebrny medal w sztafecie 4 × 400 metrów (w składzie: Jack Barnes, Alfred Baldwin, Alan Pennington i Brown) i brązowy w sztafecie 4 × 100 metrów (w składzie Maurice Scarr, Brown, Arthur Sweeney i Ernest Page).
Był mistrzem Wielkiej Brytanii (AAA) w biegu na 440 jardów w 1936 i 1938 oraz na 880 jardów w 1939.
Ukończył studia historyczne na University of Cambridge. Pracował jako nauczyciel. Jego siostra Audrey i brat Ralph byli także znanymi lekkoatletami. Audrey zdobyła srebrny medal igrzysk olimpijskich w 1936 w Berlinie w sztafecie 4 × 100 m, a Ralph był mistrzem Wielkiej Brytanii (AAA) w biegu na 440 jardów przez płotki w 1934.